# Villa Bellagio

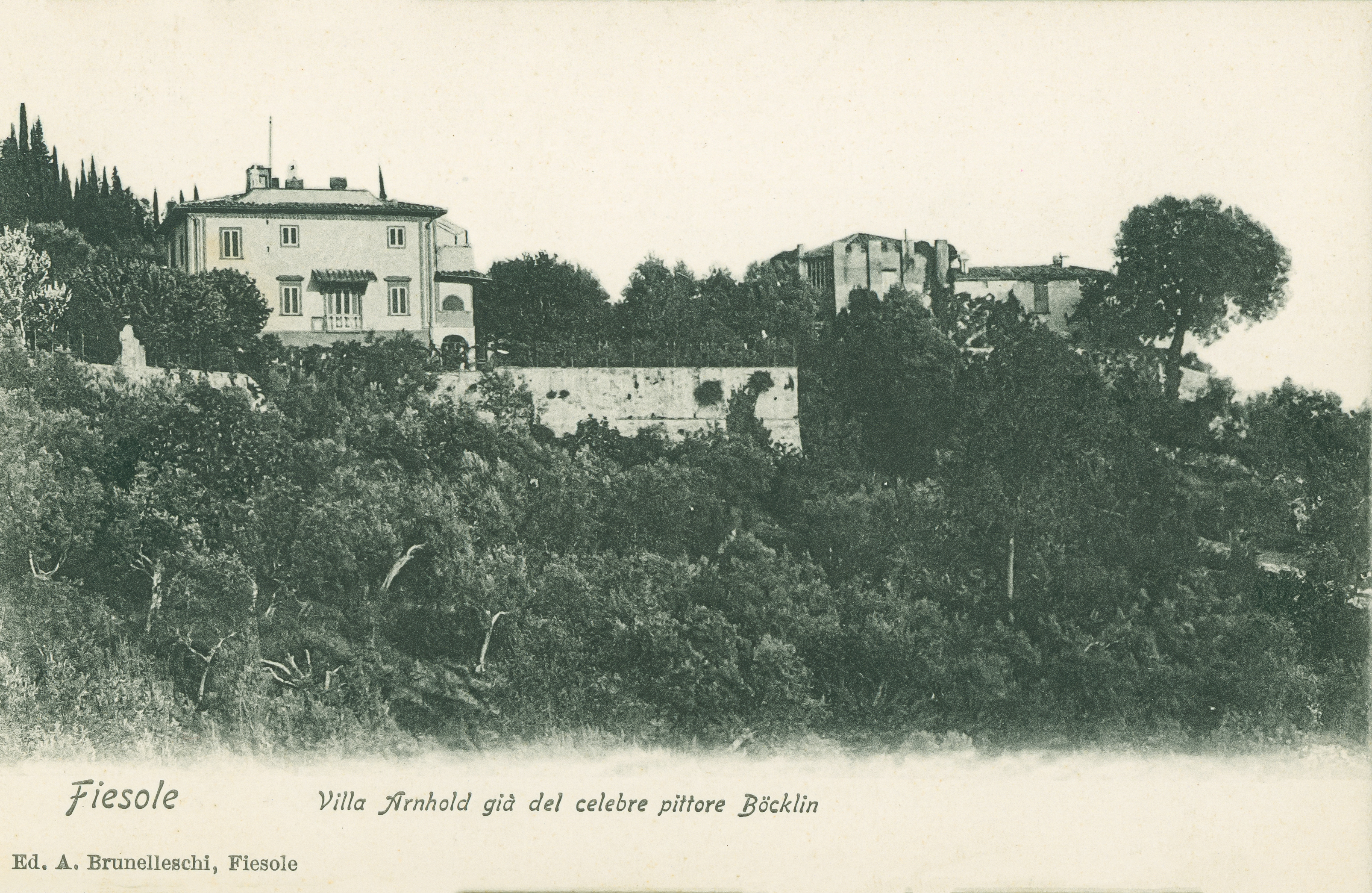
Villa Bellagio in Fiesole

Die Villa  Bellagio ist ein historisches Landhaus in Fiesole. Der Schweizer Maler Arnold Böcklin lebte und arbeitete hier bis zu seinem Tod.

## Geschichte und Beschreibung
Das Anwesen der Villa Bellagio liegt oberhalb von Florenz am Hang des Monte Ceceri, wo sich das Grundstück über mehrere terrassierte Plateaus erstreckt. Der Zugang erfolgt über die heutige Via Arnold Böcklin oder den schmalen Weg Vicolo San Maurizio in der Ortslage San Domenico von Fiesole. Ursprünglich war das Anwesen ein Bauernhof, der nach dem Zugang schlicht als sotto San Maurizio bezeichnet wurde. Zu Beginn des 15. Jahrhunderts befand sich das inzwischen als Casa da Signore bezeichnete Gehöft im Besitz des Falchetto di Valentino Falchetti. Seine Nachkommen verkauften es 1547 an Michele di Pagolo Ulivieri, dessen Familienwappen bis heute an der Fassade des Gebäudes vom einstigen Besitzer zeugt. Ulivieri ließ das Gebäude instand setzen und erweitern. Er schenkte das Anwesen seiner Tochter Cassandra als Mitgift, als diese Piero di Bernardo Corsini heiratete. Deren Sohn, der ebenfalls Piero hieß, verkaufte das Landhaus 1613 an Matteo Corboli. Dessen Sohn, Piero Corboli, veräußerte den Besitz 1617 an Agnolo di Bastiano del Turco, dem auch die darunter liegende Villa La Fontanella gehörte. 1768 übernahm die Familie Micheli den Besitz; zu Beginn 19. Jahrhundert gehörte das Landhaus der Familie De Magny d’Ostiano. Letztere Familie verkaufte das Anwesen an den Schweizer Maler Arnold Böcklin.
Bereits 1874 bis 1885 hatte Böcklin in Florenz verbracht und hier zahlreiche Werke geschaffen. Nachdem er im Mai 1892 einen Schlaganfall erlitten hatte, reiste der inzwischen in der Schweiz lebende Künstler zur Linderung seiner Beschwerden – dazu gehörten Lähmungserscheinungen – erneut nach Italien, wo er sich zunächst in Viareggio, Forte dei Marmi und San Terenzo an der ligurischen Küste aufhielt. Ende 1892 kam er nach Florenz. Er bezog dort 1893 eine Wohnung im Stadtzentrum in der Via Calzaiuoli, bevor er in Fiesole die Villa La Torrossa bewohnte. Von April bis Weihnachten 1893 verbrachte er erneut in San Terenzo und kehrte anschließend nach Florenz zurück. Hier bezog Böcklin Räumlichkeiten in der Viale Principe Amadeo. 1894 konnte er schließlich die Villa Bellagio erwerben, die sich in der Nähe der zuvor bewohnten Villa La Torrossa befindet. Die von hohen Gartenmauern umgebene Villa Bellagio wurde zunächst von Böcklins Sohn Carlo umgebaut und erweitert. Der gelernte Architekt errichtete parallel zur Villa zum Berg hin einen Galerietrakt mit zentralem Turm. Böcklins neues Atelier verfügte über Nordfenster, die ideale Lichtbedingungen für seine Arbeit boten. Der Neubau und die historische Villa wurden durch einen Arkadengang miteinander verbunden, so dass sich eine Dreiseitenanlage um eine Art von Innenhof gliedert. 1895 folgte Böcklins Einzug in die Villa.
Böcklin lebte und arbeitete in der Villa bis zu seinem Tod 1901. Für seinen Sohn Carlo hatte er 1898 die benachbarte Villa Bencistà erworben. Vater und Sohn schufen in der Loggia der Villa Bellagio Wanddekorationen im pompejanischen Stil. Für diese 1896 fertiggestellten Enkaustik-Malereien hatte sich Böcklin in antiker Stuckmalerei nach den Erkenntnissen von Ernst Berger unterrichten lassen. Von Arnold Böcklin selbst stammen die bis heute in der Villa erhaltenen Motive Amor mit Fackeln, Tanzende weibliche Figur mit Blumenstrauss und Am Meer. Weiterhin schuf Arnold Böcklin für die Villa drei Supraporten mit den Motiven Visionen aus dem Meer, Brandung und Odysseus und Polyphem. Diese Arbeiten wurden 1901 von Böcklins Erben verkauft.

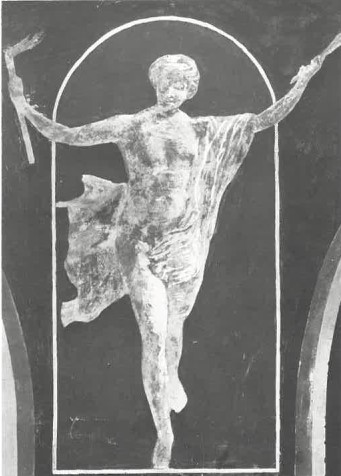
Arnold Böcklin: Armor mit Fackeln
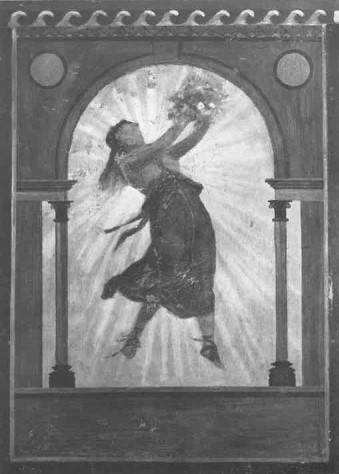
Arnold Böcklin: Tanzende weibliche Figur mit Blumenstrauss
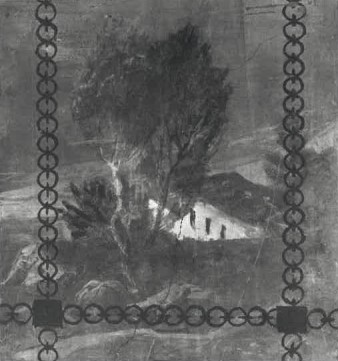
Arnold Böcklin: Am Meer

In der Villa Bellagio empfing Böcklin wiederholt Angehörige der deutschsprachigen Kolonie in Florenz. Aber auch Besucher der Stadt waren zu Gast bei Böcklin, etwa 1898 der Berliner Museumsdirektor Hugo von Tschudi und der Industrielle Eduard Arnhold. Arnhold war seit 1882 ein bedeutender Sammler der Werke Böcklins und mit dem Maler befreundet. Als sein Förderer vereinbarte Arnhold mit Böcklin den Kauf der Villa Bellagio. Der Künstler sollte dort weiterhin bis zu seinem Tod leben und danach der Besitz an Arnhold übergehen. Für den Verkaufspreis von 200.000 Mark wurde eine Übernahme der Villa Bellagio a porte chiuse vereinbart, was bedeutete, dass sämtliches Inventar in Arnholds Eigentum übergehen sollte. Hierzu gehörten auch sechs Gemälde und verschiedene Zeichnungen Böcklins. Im Kaufvertrag wurde zudem vereinbart, das die Villa Bellagio als Böcklin-Erinnerungsstätte zu erhalten sei.
Seit 1902 verbrachte Arnhold mit seiner Familie regelmäßig einige Wochen im Frühjahr in der Villa Bellagio. Interessierte konnten das Atelier von Böcklin besichtigen, in denen sich noch das originale Mobiliar samt Staffelei und Malutensilien befanden. Im Ersten Weltkrieg wurde die Villa Bellagio als Feindvermögen beschlagnahmt und zur Unterbringung von Flüchtlingen genutzt. Nach dem Krieg musste Eduard Arnhold zur Wiedererlangung der Villa Bellagio den Kaufpreis erneut errichten. Die Einrichtung im Atelier Böcklins war zu dieser Zeit noch erhalten. Nach dem Tod von Eduard Arnhold 1925 und seiner Frau Johanna 1929 erbte deren Adoptivtochter Elisabeth Clewing die Villa Bellagio. Während des Zweiten Weltkrieges wurde die Villa zunächst von deutschen Truppen besetzt und diente später alliierten Militärs als Unterkunft. Nach dem Krieg gaben die italienischen Behörden zwar die Villa an Elisabeth Clewing zurück; das Inventar fehlte jedoch. Später konnten in Florenz die Paletten Böcklins und ein Farbenreibetisch gesichert werden. Nach dem Tod von Elisabeth Clewing 1952 erbte deren Tochter Erika Gericke die Villa Bellagio. Sie lebte hier zeitweise mit ihrem Mann Herbert Gericke, der in Rom die von Eduard Arnhold gegründete Villa Massimo leitete. Die Villa Bellagio befindet sich weiterhin in Privatbesitz der Familie.